# Cefeusz (syn Belosa)
Cefeusz (także Kefeus; gr. Κηφεύς Kēpheús, Κηφέας Kēphéas, łac. Cepheus) – w mitologii greckiej król Etiopii.

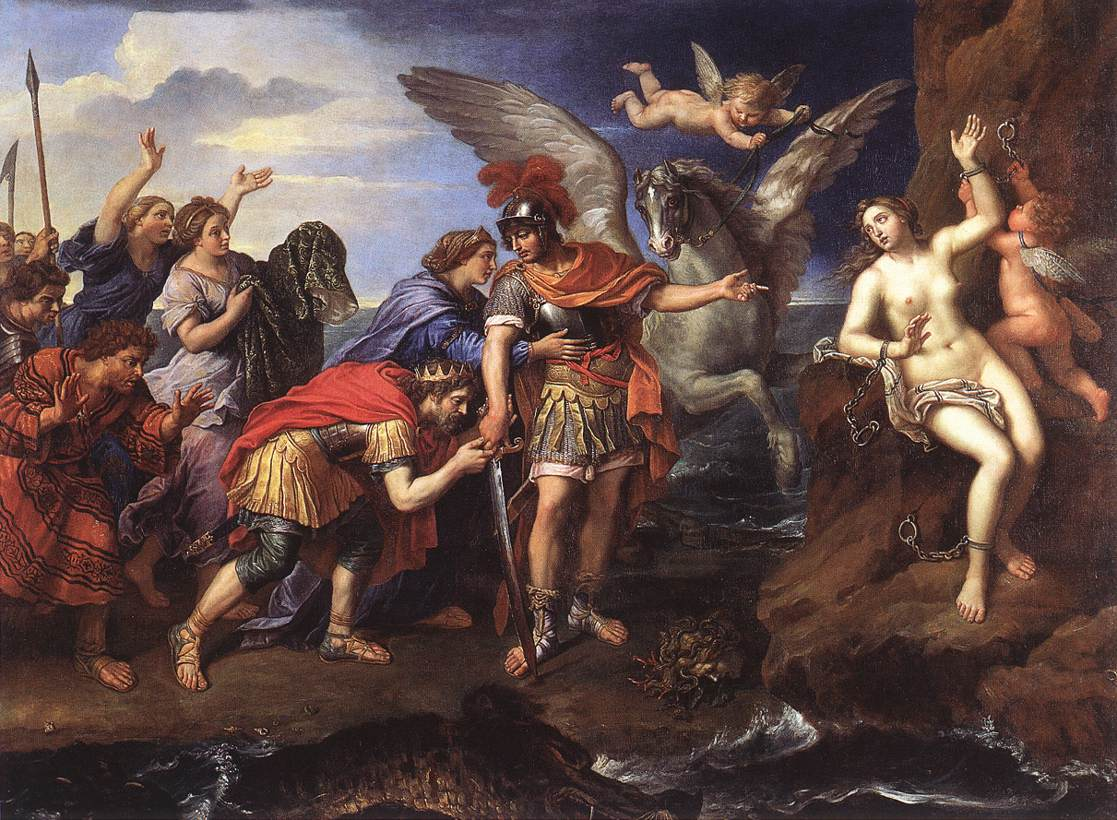
Pierre Mignard: Perseusz i Andromeda (Król Etiopii, Kefeus i królowa Kasjopeja dziękują Perseuszowi za uwolnienie ich córki), obraz olejny na płótnie, 1679 r., Luwr, Paryż

Uchodził za syna Belosa i Anchinoe, a także za brata Ajgyptosa i Danaosa. Był mężem Kasjopei i ojcem Andromedy oraz teściem Perseusza. Bogowie przemienili go po śmierci w gwiazdozbiór nieba północnego.
Mityczny Cefeusz jest identyfikowany z gwiazdozbiorem Cefeusza (Cepheus). Widnieje na niebie niedaleko konstelacji, Andromedy (Andromeda), Kasjopei (Cassiopeia), Perseusza (Perseus), Pegaza (Pegasus), Wieloryba (Cetus), które są z nim mitologicznie powiązane.
Wyobrażenie o królu przejawia się w sztukach plastycznych, między innymi w greckim malarstwie wazowym (Perseusz u Cefeusza – waza z V w. p.n.e. w Muzeum Brytyjskim w Londynie).